# グリーゼ686
グリーゼ686（GJ 686 / HIP 86287 / LHS 452）とは、見かけの等級+9.577のヘルクレス座の方向に存在する恒星である。26.5光年と太陽系に近いが、グリーゼ661は20.9光年離れているため、星座の中で最も近い既知の恒星ではない。この恒星から最も近い恒星は、4.5光年離れたヘルクレス座ミュー星である。続いてGJ 1230とグリーゼ673が存在し、それぞれ7.2光年と7.6光年である。
グリーゼ686は、太陽系周辺に多く存在する赤色矮星の1つであり、スペクトル分類はM1Vで、有効温度は約3600ケルビンである。これらの恒星から放出される放射のかなりの量が赤外線であるため、可視スペクトルでのその明るさは太陽の0.82%に等しく、その全光度は太陽の2.7%に相当する。この最後のパラメータのみを考慮すると、グリーゼ686は他の既知の赤色矮星よりもかなり明るい。したがって、それはロス154の6.5倍、太陽系に最も近い恒星であるプロキシマ・ケンタウリの15倍の明るさである。
グリーゼ686の半径は、太陽半径の半分にほぼ等しい。その予測される自転速度は2.5km/sであり、自転周期は10.3日以下である。太陽よりも金属含有量が少ない。さまざまな研究により、その金属量の指数は-0.25~-0.44と推定されている。太陽質量の約45%~49%の質量を持ち、ラカーユ9352に匹敵する特性を持つ恒星である。

## 惑星系
グリーゼ686には、ドップラー分光法によって検出された1つの既知のスーパー・アースが存在している。
| 名称 （恒星に近い順） | 質量            | 軌道長半径 （天文単位） | 公転周期 (日)             | 軌道離心率 | 軌道傾斜角 | 半径 |
| --------------------- | --------------- | ----------------------- | ------------------------- | ---------- | ---------- | ---- |
| b                     | >6.624±0.432 M⊕ | 0.091±0.004             | 15.53209+0.00166 −0.00167 | —          | —          | —    |